# Forte Monteratti
Il Forte Monteratti o Forte Ratti (564 s.l.m.) è una caserma militare di Genova edificata tra il 1831 e il 1842 dal Governo Sabaudo per difendere, per l'appunto, il rilievo "Monte Ratti", posto alle spalle dei quartieri genovesi di Marassi e Bavari, da eventuali assedi del nemico che avrebbe potuto, da lì, dirigersi indisturbato verso gli allora piccoli borghi di Sturla, Albaro e San Martino (oggi quartieri di Genova), da cui puntare verso il capoluogo.

## Storia
Nel giugno del 1747 Genova fu assediata dagli austriaci, che conquistarono e occuparono il Monte Ratti nonostante la rapida costruzione di ridotte e accampamenti a difesa del rilievo. 
Riconquistata la posizione dai genovesi il mese successivo, per sollecitazioni del Duca di Bissj e poi del Duca di Richelieu, fu approvata la delibera per la costruzione di opere campali sul monte Ratti, affidata all'impresario De Ferrari.

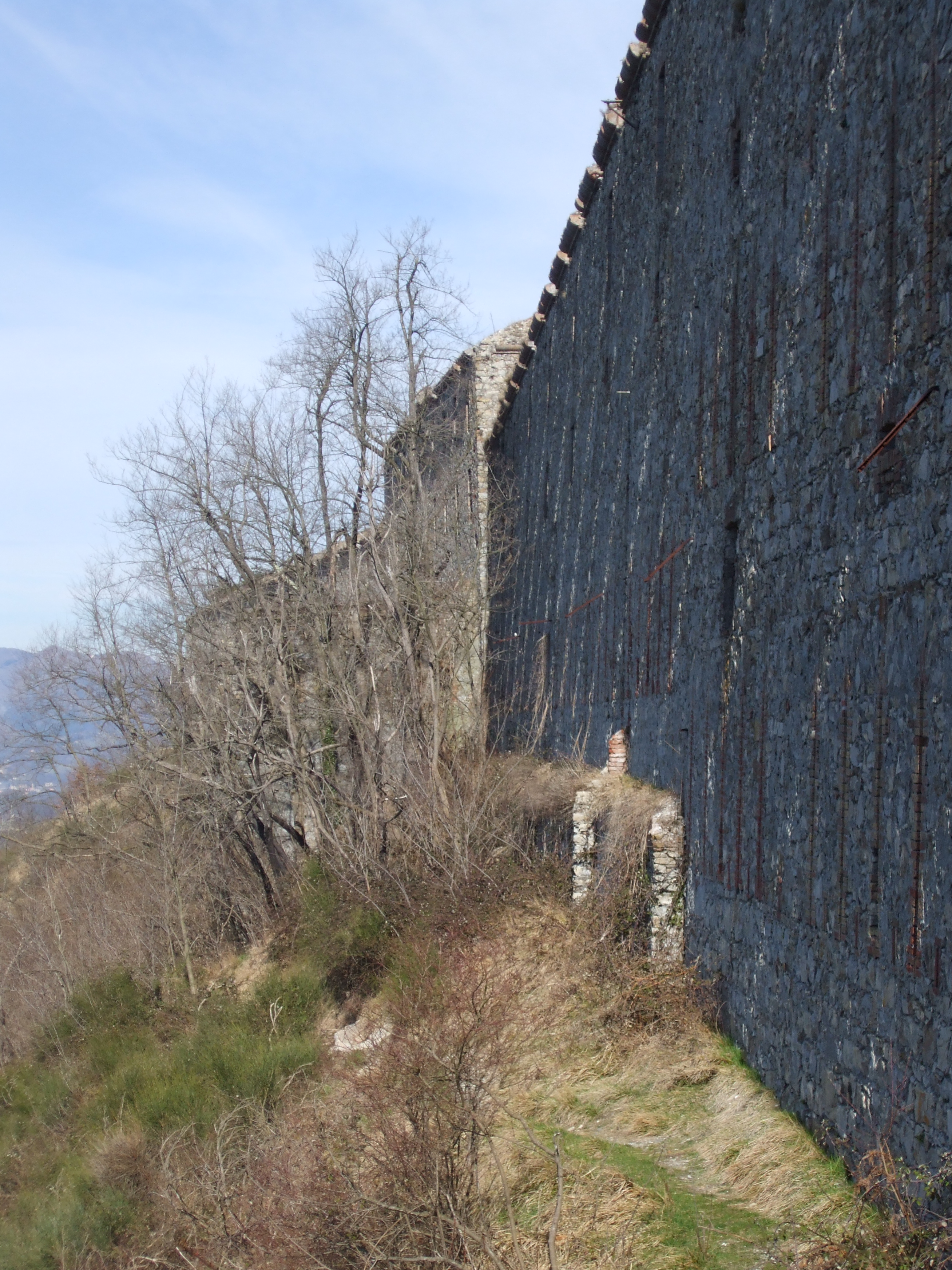
Vista lungo il prospetto di Forte Monteratti

Monte Ratti fu al centro di un altro assedio nel 1800, sempre da parte dell'esercito austriaco, che conquistò facilmente la ridotta, poi riconquistata il 30 aprile dello stesso anno dai francesi (che allora estendevano il loro dominio anche sulla città di Genova), che costrinsero alla resa un battaglione di 450 austriaci.
Nel 1819, dopo l'annessione della Liguria al Regno Sabaudo, fu decisa, per la difesa del monte, la costruzione di due torri difensive a pianta circolare; entrambe non furono terminate, anche se i loro resti sono ancora ben visibili.
Lungo il crinale a est del Monte si vedono i resti della Torre Serralunga, che si affaccia verso il quartiere di Sant'Eusebio; l'altra torre, chiamata Montelongone, si affaccia sull'enorme conca prodotta dai lavori della cava subito a sud del forte.
Una terza torre, denominata Torre Monteratti, fu invece costruita a partire dal 1819 e completata nel 1826.
Identica nella struttura alla Torre Quezzi, era situata in cima al rilievo, su una spianata di circa 250 m lungo il crinale del monte.
Tra il 1831 e il 1842 vennero gettate le basi per la costruzione di una snella caserma che si estendesse per quasi tutti i 250 m di lunghezza dello spiano sovrastante l'abitato di Quezzi.
Fu realizzato quindi il Forte Monteratti, che nella sua costruzione inglobò la preesistente torre, divenuta parte integrante della struttura difensiva.
Per la costruzione delle due ali ci fu il finanziamento privato della famiglia dei nobili Durazzo, proprietaria anche dei terreni circostanti.
La facciata del forte è diretta verso la città mentre sul retro erano collocate le artiglierie puntate verso la val Bisagno, tra le zone di San Gottardo e Prato, a difesa di eventuali incursioni da nord attraverso la valle anzidetta.
Durante i moti del 1849 il forte fu presidiato da alcuni militi della Guardia Nazionale, che l'abbandonarono ben presto con l'avanzare delle truppe regie.
La strada militare ottocentesca mantiene l'originario acciottolato e conduceva all'ingresso orientale del forte, anticamente protetto da un ponte levatoio, su cui ancora è possibile leggere la targa in marmo che indica il nome della fortificazione.

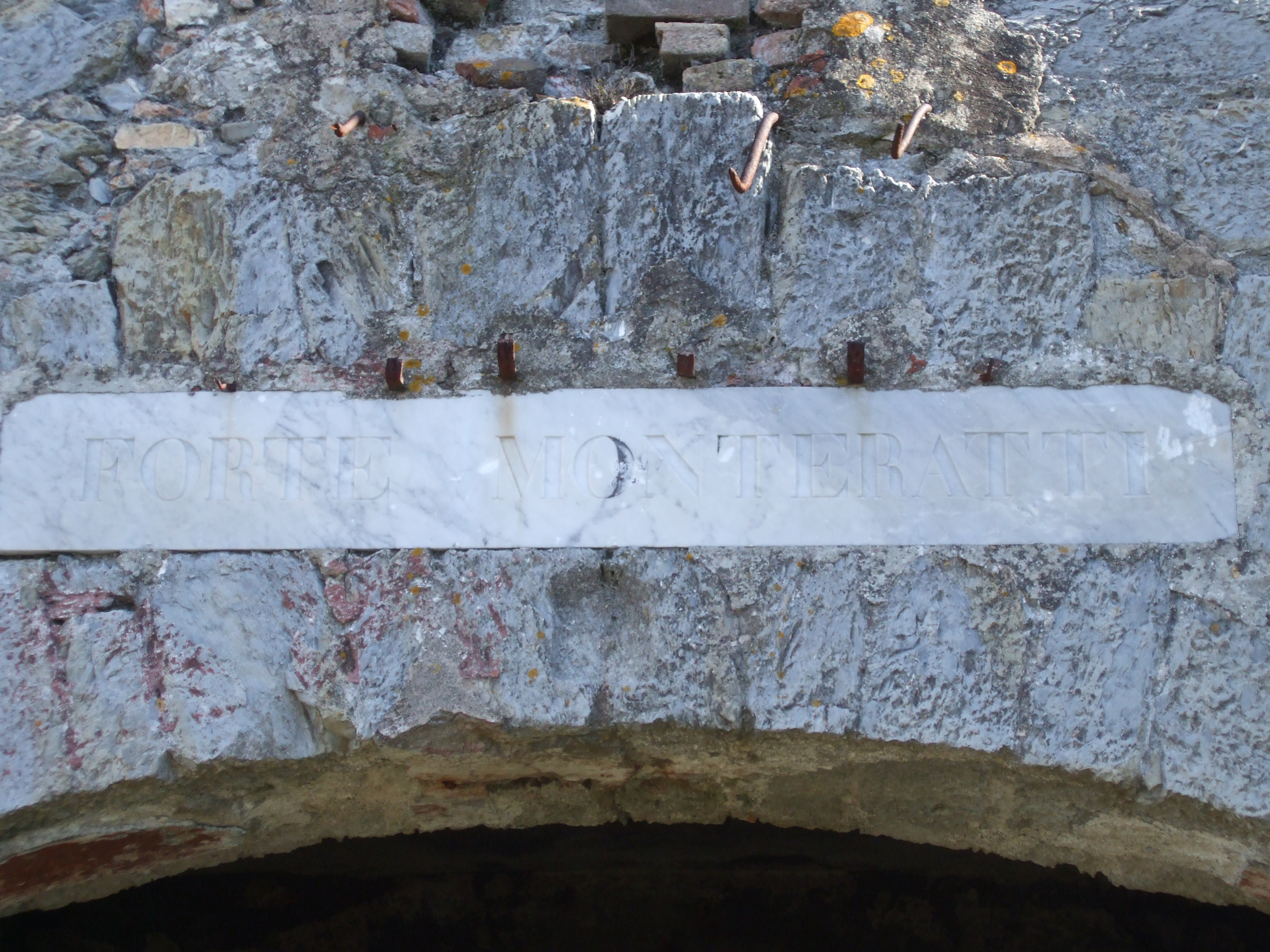
La targa in marmo all'ingresso

### Storia recente
Durante la Grande Guerra il Forte fu usato come prigione per i coatti austriaci.
Tra il 1935 ed il 1938 il forte subì dei rimaneggiamenti e vi fu installata una postazione contraerea: la torre fu demolita perché impediva la visuale alle batterie antiaeree. Durante il secondo conflitto mondiale questa postazione contraerea fu utilizzata prima dal Regio Esercito e, dopo l'8 settembre 1943, da reparti della Wehrmacht.
Oggi il complesso è in totale abbandono e presenta molti punti pericolanti: per questo, pur essendo liberamente accessibile, è pericoloso addentrarsi all'interno della struttura.
La posizione è ideale per scampagnate e percorsi da trekking, seguendo la strada militare ed i sentieri che collegano tra loro, nell'ordine, Forte Quezzi, Torre Quezzi, Forte Monteratti, Forte Richelieu e il Forte Santa Tecla e scendendo in città il Forte San Martino per finire con il Forte San Giuliano, l'unico che, pur ampiamente rimaneggiato, è ancora utilizzato dalle Forze armate italiane, come sede del Comando Provinciale di Genova dell'Arma dei Carabinieri.

## Struttura

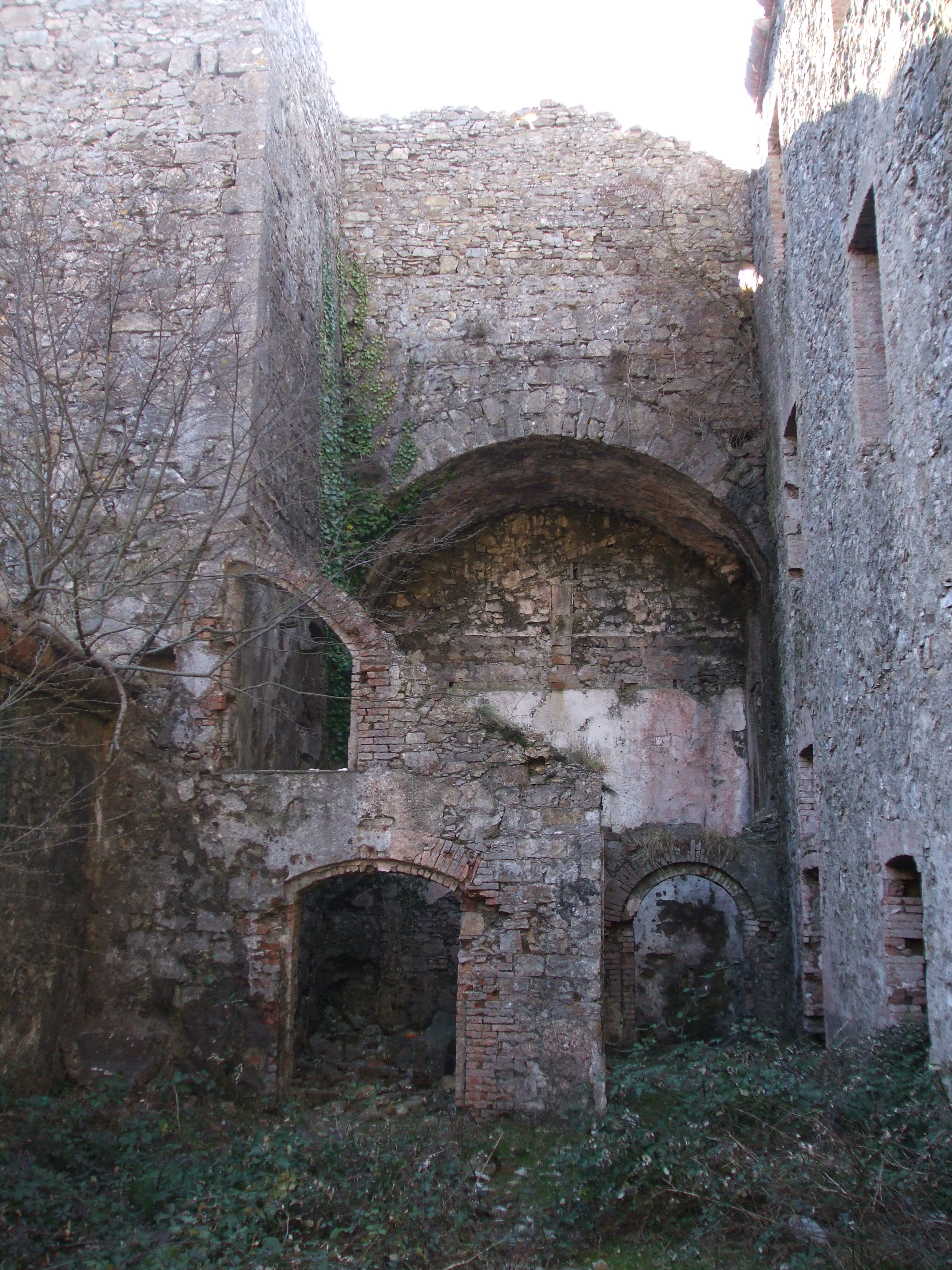
L'interno del Forte

Volumetricamente il forte ha uno sviluppo lineare; il bastione centrale a pianta rettangolare che lo divide in due ali era adibito ai servizi: le cucine, la lavanderia e le latrine, ma in caso di necessità dalle sue feritoie era possibile battere il fondo valle e operare la difesa ravvicinata dell'accesso orientale.
L'ala di ponente era adibita a celle di prigionia, mentre nell'ala sinistra, a levante, vi erano i magazzini destinati all'approvvigionamento di proiettili e d'artiglieria, ed era protetta da un baluardo alla sua estremità; i piani superiori erano adibiti a camerata per le truppe e i sottufficiali, infine nel vano centrale una scala conduceva al secondo e terzo piano usati come alloggi per gli ufficiali.